# Premyer Liqası 2010/11
Die Premyer Liqası 2010/11, nach einem Sponsorenabkommen offiziell Unibank Premyer Liqası genannt, war die neunzehnte Spielzeit der höchsten aserbaidschanischen Spielklasse im Fußball der Männer seit dessen Gründung im Jahr 1992.
Die erste Saisonrunde begann am 7. August 2010 und endete am 27. Februar 2011 mit der Austragung des 22. Spieltags. Sowohl die Spiele um die Meisterschaft als auch die Abstiegsspiele wurden am 12. März mit dem 23. Spieltag eingeleitet. Die letzten Meisterschaftsspiele wurden am 18. Mai ausgetragen, die letzten Abstiegsspiele am 19. Mai.

## Vereine
| Verein              | Stadt    |
| ------------------- | -------- |
| AZAL PFK Baku       | Baku     |
| FK Baku             | Baku     |
| İnter Baku          | Baku     |
| MOİK Baku PFK       | Baku     |
| Neftçi Baku PFK     | Baku     |
| FK Gəncə            | Gəncə    |
| FK Qarabağ Ağdam    | Ağdam    |
| FK Xəzər Lənkəran   | Lənkəran |
| FK Muğan Salyan     | Salyan   |
| PFK Simurq Zaqatala | Zaqatala |
| FK Qəbələ           | Qäbälä   |
| PFK Turan Tovuz     | Tovuz    |

## Erste Runde
In der ersten Saisonrunde spielten die zwölf Vereine die Teilnahme an den Spielen um die Meisterschaft unter sich aus. Hierfür war eine Platzierung in der ersten Tabellenhälfte erforderlich. Die Vereine, die nach dem 22. Spieltag die zweite Hälfte der Tabelle frequentierten, mussten in der zweiten Saisonrunde in den Abstiegsspielen gegeneinander antreten.
Neben dem Tabellenersten Neftçi Baku PFK qualifizierten sich die Vereine FK Xəzər Lənkəran, FK Qarabağ Ağdam, İnter Baku, AZAL PFK Baku sowie der FK Baku für die Spiele um die aserbaidschanische Meisterschaft. Der Tabellensiebte FK Qəbələ verpasste die Qualifikation für die Meisterschaftsspiele und musste dementsprechend zusammen mit den Vereinen der letzten fünf Tabellenränge (FK Mughan Salyan, FK Gəncə, PFK Turan Tovuz, PFK Simurq Zaqatala und MOİK Baku PFK) in der zweiten Saisonrunde gegen den Abstieg in die zweithöchste Spielklasse, der Birinci Divizionu, spielen.

### Abschlusstabelle
| Pl. | Verein              | Sp. | S  | U | N  | Tore    | Diff. | Punkte |
| --- | ------------------- | --- | -- | - | -- | ------- | ----- | ------ |
| 1.  | Neftçi Baku PFK     | 22  | 14 | 6 | 2  | 040:900 | +31   | 48     |
| 2.  | FK Xəzər Lənkəran   | 22  | 14 | 5 | 3  | 028:120 | +16   | 47     |
| 3.  | FK Qarabağ Ağdam    | 22  | 13 | 3 | 6  | 030:130 | +17   | 42     |
| 4.  | İnter Baku (M)      | 22  | 12 | 4 | 6  | 024:160 | +8    | 40     |
| 5.  | AZAL PFK Baku       | 22  | 9  | 9 | 4  | 027:160 | +11   | 36     |
| 6.  | FK Baku             | 22  | 9  | 6 | 7  | 027:210 | +6    | 33     |
| 7.  | FK Qəbələ           | 22  | 8  | 7 | 7  | 019:140 | +5    | 31     |
| 8.  | FK Muğan Salyan     | 22  | 7  | 6 | 9  | 014:230 | −9    | 27     |
| 9.  | FK Gəncə (N)        | 22  | 5  | 9 | 8  | 023:270 | −4    | 24     |
| 10. | PFK Turan Tovuz     | 22  | 3  | 6 | 13 | 017:350 | −18   | 15     |
| 11. | PFK Simurq Zaqatala | 22  | 2  | 6 | 14 | 012:340 | −22   | 12     |
| 12. | MOİK Baku PFK (N)   | 22  | 1  | 3 | 18 | 006:470 | −41   | 06     |

Platzierungskriterien: 1. Punkte – 2. Direkter Vergleich (Punkte, Tordifferenz, geschossene Tore) – 3. Tordifferenz – 4. geschossene Tore

| (M) | amtierender aserbaidschanischer Meister |
| (N) | Neuaufsteiger aus der Birinci Divizionu |

### Kreuztabelle
| 2010/11             |     | FK Baku |     | İnter Baku | FK Xəzər Lənkəran | MOİK Baku PFK | FK Muğan Salyan | Neftçi Baku PFK | FK Qarabağ Ağdam | FK Qäbälä | PFK Simurq Zaqatala | PFK Turan Tovuz |
| ------------------- | --- | ------- | --- | ---------- | ----------------- | ------------- | --------------- | --------------- | ---------------- | --------- | ------------------- | --------------- |
| AZAL PFK Baku       |     | 0:0     | 0:0 | 5:0        | 0:1               | 2:0           | 2:0             | 0:0             | 2:0              | 2:2       | 2:1                 | 1:0             |
| FK Baku             | 2:3 |         | 1:1 | 1:2        | 1:1               | 2:1           | 1:1             | 0:2             | 1:0              | 2:1       | 0:1                 | 3:1             |
| FK Gəncə            | 1:1 | 1:3     |     | 1:0        | 4:1               | 1:0           | 3:0             | 0:4             | 0:1              | 0:0       | 1:1                 | 1:1             |
| İnter Baku          | 1:1 | 1:0     | 1:0 |            | 1:3               | 1:0           | 1:0             | 0:2             | 1:0              | 0:0       | 2:0                 | 3:0             |
| FK Xəzər Lənkəran   | 2:1 | 1:1     | 1:0 | 0:0        |                   | 3:0           | 2:0             | 1:0             | 1:2              | 1:0       | 1:0                 | 2:0             |
| MOİK Baku PFK       | 1:1 | 0:4     | 0:5 | 0:4        | 0:2               |               | 3:2             | 0:4             | 0:1              | 0:3       | 0:2                 | 0:2             |
| FK Muğan Salyan     | 3:1 | 1:0     | 1:1 | 1:0        | 0:0               | 1:0           |                 | 0:3             | 0:0              | 1:0       | 1:0                 | 0:0             |
| Neftçi Baku PFK     | 1:0 | 0:2     | 6:2 | 1:1        | 0:0               | 1:0           | 1:0             |                 | 1:1              | 0:0       | 4:0                 | 2:0             |
| FK Qarabağ Ağdam    | 0:0 | 2:0     | 3:0 | 1:0        | 0:1               | 3:0           | 2:0             | 0:1             |                  | 3:0       | 3:2                 | 5:1             |
| FK Qəbələ           | 0:0 | 0:1     | 0:0 | 0:1        | 1:0               | 0:0           | 2:0             | 0:2             | 2:1              |           | 4:0                 | 1:0             |
| PFK Simurq Zaqatala | 0:1 | 1:1     | 0:0 | 0:1        | 0:2               | 1:1           | 0:1             | 0:3             | 0:1              | 0:2       |                     | 2:2             |
| PFK Turan Tovuz     | 1:2 | 0:1     | 2:1 | 0:3        | 1:2               | 2:0           | 1:1             | 2:2             | 0:1              | 0:1       | 1:1                 |                 |

## Zweite Runde

### Meisterrunde
Der Neftçi Baku PFK konnte im Laufe der Meisterschaftsspiele seinen Vorsprung auf den Tabellenzweiten FK Xəzər Lənkəran auf sieben Punkte ausbauen und entschied somit die aserbaidschanische Meisterschaft für sich. Die Meisterschaft bedeutet zugleich die Teilnahme an den Qualifikationsspielen zur UEFA Champions League. Neben dem Vizemeister und Pokalsieger FK Xəzər Lənkəran erreichten auch die Vereine FK Qarabağ Ağdam und AZAL PFK Baku die Qualifikationsspiele zur UEFA Europa League. Sowohl der amtierende Meister İnter Baku als auch der FK Baku verpassten hingegen die europäischen Startplätze. 

#### Abschlusstabelle
| Pl. | Verein              | Sp. | S  | U  | N  | Tore    | Diff. | Punkte |
| --- | ------------------- | --- | -- | -- | -- | ------- | ----- | ------ |
| 1.  | Neftçi Baku PFK     | 32  | 19 | 10 | 3  | 053:170 | +36   | 67     |
| 2.  | FK Xəzər Lənkəran 1 | 32  | 16 | 12 | 4  | 038:180 | +20   | 60     |
| 3.  | FK Qarabağ Ağdam    | 32  | 17 | 7  | 8  | 041:220 | +19   | 58     |
| 4.  | AZAL PFK Baku       | 32  | 13 | 10 | 9  | 036:280 | +8    | 49     |
| 5.  | İnter Baku (M)      | 32  | 13 | 10 | 9  | 029:240 | +5    | 49     |
| 6.  | FK Baku             | 32  | 10 | 10 | 12 | 033:320 | +1    | 40     |

Platzierungskriterien: 1. Punkte – 2. Direkter Vergleich (Punkte, Tordifferenz, geschossene Tore) – 3. Tordifferenz – 4. geschossene Tore

| (M) | amtierender aserbaidschanischer Meister |

#### Kreuztabelle
| 2010/11           |     | FK Baku | İnter Baku | FK Xəzər Lənkəran | Neftçi Baku PFK | FK Qarabağ Ağdam |
| ----------------- | --- | ------- | ---------- | ----------------- | --------------- | ---------------- |
| AZAL PFK Baku     |     | 1:0     | 1:0        | 1:0               | 1:3             | 3:1              |
| FK Baku           | 2:1 |         | 0:1        | 0:0               | 0:1             | 0:0              |
| İnter Baku        | 0:0 | 1:1     |            | 1:1               | 1:1             | 0:2              |
| FK Xəzər Lənkəran | 3:0 | 2:0     | 1:1        |                   | 1:1             | 1:1              |
| Neftçi Baku PFK   | 2:1 | 2:0     | 0:0        | 1:1               |                 | 2:0              |
| FK Qarabağ Ağdam  | 1:0 | 2:2     | 1:0        | 0:0               | 3:0             |                  |

### Abstiegsrunde
Neben dem Tabellensiebten FK Qəbələ sicherten sich die Vereine FK Gəncə und der PFK Turan Tovuz den Klassenerhalt. Der FK Mughan Salyan musste wegen finanziellen Problemen zurückziehen. Davon profitierte der PFK Simurq Zaqatala, der als Vorletzter noch die Klasse hielt. Neuaufsteiger MOİK Baku PFK stieg als Letzter in die Birinci Divizionu ab.

#### Abschlusstabelle
| Pl. | Verein              | Sp. | S  | U  | N  | Tore    | Diff. | Punkte |
| --- | ------------------- | --- | -- | -- | -- | ------- | ----- | ------ |
| 7.  | FK Qəbələ           | 32  | 13 | 12 | 7  | 031:180 | +13   | 51     |
| 8.  | FK Muğan Salyan     | 32  | 13 | 8  | 11 | 029:310 | −2    | 47     |
| 9.  | FK Gəncə (N)        | 32  | 8  | 12 | 12 | 033:370 | −4    | 36     |
| 10. | PFK Turan Tovuz     | 32  | 7  | 6  | 19 | 024:470 | −23   | 27     |
| 11. | PFK Simurq Zaqatala | 32  | 4  | 7  | 21 | 020:520 | −32   | 19     |
| 12. | MOİK Baku PFK (N)   | 32  | 4  | 6  | 22 | 014:550 | −41   | 18     |

Platzierungskriterien: 1. Punkte – 2. Direkter Vergleich (Punkte, Tordifferenz, geschossene Tore) – 3. Tordifferenz – 4. geschossene Tore

| (N) | Neuaufsteiger aus der Birinci Divizionu |

#### Kreuztabelle
| 2010/11             | FK Qäbälä |     | MOİK Baku PFK | FK Muğan Salyan | PFK Simurq Zaqatala | PFK Turan Tovuz |
| ------------------- | --------- | --- | ------------- | --------------- | ------------------- | --------------- |
| FK Qəbələ           |           | 1:1 | 0:0           | 2:1             | 3:0                 | 1:0             |
| FK Gəncə            | 0:0       |     | 1:0           | 1:1             | 0:1                 | 1:0             |
| MOİK Baku PFK       | 1:1       | 0:2 |               | 0:0             | 1:0                 | 4:1             |
| FK Muğan Salyan     | 1:2       | 2:1 | 1:0           |                 | 3:0                 | 2:1             |
| PFK Simurq Zaqatala | 0:0       | 4:3 | 1:2           | 1:3             |                     | 0:1             |
| PFK Turan Tovuz     | 0:2       | 1:0 | 1:0           | 0:1             | 2:1                 |                 |

## Torschützenliste
| Rang | Spieler            | Verein            | Tore |
| ---- | ------------------ | ----------------- | ---- |
| 1.   | Giorgi Adamia      | FK Qarabağ Ağdam  | 18   |
| 2.   | Bahodir Nasimov    | Neftçi Baku PFK   | 15   |
| 3.   | Flavinho           | Neftçi Baku PFK   | 11   |
| 4.   | Rauf Aliyev        | FK Qarabağ Ağdam  | 10   |
| 4.   | Gvidas Juška       | AZAL PFK Baku     | 10   |
| 4.   | Junivan            | FK Gəncə          | 10   |
| 7.   | Deon Burton        | FK Qəbələ         | 9    |
| 8.   | Winston Parks      | FK Xəzər Lənkəran | 8    |
| 8.   | Sabir Allahquliyev | FK Gəncə          | 8    |
| 10.  | Jabá               | FK Baku           | 7    |